# 成都灯会
成都灯会是成都春节期间的重要庆祝活动之一。每年春节，成都各地都会举办不同主题的灯会，例如武侯祠的三国主题灯会和天府芙蓉园的芙蓉彩灯节。成都灯会的活动形式多样，包含表演和各式各样的小吃制作，使得观灯之余，参与者还能体验其他活动。